# Doutor Jivago (filme)
Doctor Zhivago (no Brasil e em Portugal, Doutor Jivago) é um filme de 1965 dos gêneros drama, épico, guerra e romance, dirigido por David Lean. O filme é baseado no romance homônimo de 1956 de Boris Pasternak.

## Enredo
A Revolução Russa de 1917 serve de cenário para a história de amor entre Yuri Jivago, um jovem médico aristocrata e Lara Antipova, uma enfermeira plebeia.
Lara é filha de uma costureira russa que, viúva, apenas consegue sustentar a casa em que ambas moram graças ao dinheiro que lhe é dado periodicamente por Victor Komarovsky, um importante e inescrupuloso expoente da sociedade local.
Apesar de Victor e a viúva manterem um relacionamento "secreto", o homem se encanta pela beleza da doce Lara, que contava com apenas 17 anos quando ambos se beijaram pela primeira vez na volta de uma festa.
Apesar da relação vexatória mantida entre Lara e Victor, Pascha Strelnikoff, jovem romântico e revolucionário, apaixona-se pela menina e começa a namorá-la.
Enquanto a relação de Lara e Victor mostra-se destrutiva (a mãe de Lara, ao descobrir o relacionamento, tenta se matar), o namoro de Pascha e a moça se mostra uma saída sensata para ela dessa confusão, pois o moço a pede em casamento e ela aceita.
Ao saber do pedido, Victor discute com Lara e a violenta, chamando-a em seguida de "vagabunda". Lara descontrola-se e invade uma festa de Natal na alta sociedade russa para tentar matar, sem sucesso, o ex-amante.
Jivago, que já havia visto Lara ao salvar sua mãe do suicídio, estava presente na festa com sua noiva, Tonya, e fica surpreso com a atitude e coragem da jovem. Apesar da impressão deixada, eles se encontram anos mais tarde, ao trabalharem como médico e enfermeira, respectivamente, no socorro aos feridos dos combates durante a  Revolução Bolchevique (1917).
A esta altura, Jivago está casado e tem um filho com Tonya, enquanto Lara procura seu marido Pascha, que permanecia em missões no interior do país, visando destruir o regime czarista. Por passarem seis meses juntos em uma situação tão adversa, a aproximação dos dois é inevitável.
Para fugir da revolução, e vendo seus pertences sendo tomados pelos bolcheviques,  Jivago e familia decidem refugiar-se no interior da Russia, levando sua esposa, filho e sogro para a casa de campo.

## Elenco principal
- Omar Sharif .... Yuri Jivago
- Julie Christie .... Lara Antipova
- Geraldine Chaplin .... Tonya
- Rod Steiger .... Victor Komarovsky

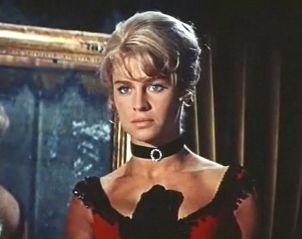
Julie Christie em Doutor Jivago

- Alec Guiness .... general Yevgraf Jivago
- Tom Courtenay .... Pasha Strelnikov
- Siobhan McKena .... Ana
- Ralph Richardson .... Alexander Gromeko
- Jeffrey Rockland .... Sasha
- Tarek Sharif .... Yuri - jovem
- Bernard Kay .... bolchevique
- Klaus Kinski .... Kostoyed Amourski
- Rita Tushingham .... garota

## Principais prêmios e indicações
Oscar 1966 (EUA)
- Ganhou cinco prêmios, nas categorias de Melhor Roteiro Adaptado, Melhor Direção de Arte - A Cores, Melhor Fotografia - A Cores, Melhor Figurino - A Cores e Melhor Trilha Sonora.
- Foi ainda indicado nas categorias de Melhor Filme, Melhor Diretor, Melhor Ator Coadjuvante (Tom Courtenay), Melhor Edição e Melhor Som.

Globo de Ouro 1966 (EUA)
- Ganhou nas categorias de Melhor Filme - Drama, Melhor Diretor, Melhor Ator - Drama (Omar Sharif), Melhor Roteiro e Melhor Trilha Sonora.
- Recebeu ainda uma indicação na categoria de Melhor Revelação Feminina (Geraldine Chaplin).

BAFTA 1967 (Reino Unido)
- Recebeu três indicações, nas categorias de Melhor Filme, Melhor Ator Britânico (Ralph Richardson) e Melhor Atriz Britânica (Julie Christie).

Grammy 1967 (EUA)
- Ganhou na categoria de Melhor Trilha Sonora Composta Para um Filme.

Festival de Cannes 1966 (França)
- Indicado à Palma de Ouro.

Prêmio David di Donatello 1967 (Itália)
- Venceu na categoria de Melhor Filme Estrangeiro.